# 峨眉拟单性木兰
峨眉拟单性木兰（学名：Parakmeria omeiensis）为木兰科拟单性木兰属下的一个种。

## 扩展阅读
- 《人民日报》报道极危物种峨眉拟单性木兰的拯救保护 （页面存档备份，存于）